# Haplochromis microdon
Haplochromis microdon е вид лъчеперка от семейство Цихлиди (Cichlidae). Видът е критично застрашен от изчезване.
На дължина достигат до 14,8 cm.